# Ianthopsis bovallii
Ianthopsis bovallii är en kräftdjursart som först beskrevs av Studer 1884.  Ianthopsis bovallii ingår i släktet Ianthopsis och familjen Acanthaspidiidae. Inga underarter finns listade i Catalogue of Life.